# Leopold Bauer (Regisseur)
Leopold Bauer (* 5. September 1961 in Wien) ist ein österreichischer Autor und Regisseur, der auch unter seinem Künstlernamen Leo Maria Bauer bekannt ist.

## Leben
Leopold Bauer wuchs als uneheliches Kind in den 1960er Jahren bei seiner Großmutter in Hötzelsdorf auf. Er beendete die Schule ohne Matura und machte dann eine Lehre als Großhandelskaufmann. Bauer arbeitete danach in verschiedenen Jobs, bis er zufällig beim Wiener Kabarett Simpl als Bühnenarbieter einen Job bekam. Hier startete seine künstlerische Karriere und es begann eine Freundschaft und künstlerische Zusammenarbeit mit Martin Flossmann und später mit Michael Niavarani, Rupert Henning und den Hektikern und arbeitete als Autor von 1993 bis 2003 in diesem legendären Kabaretthaus. Später auch als Regisseur. Er ist zudem Regisseur zahlreicher Programme der Gruppe Heilbutt & Rosen. Außerdem ist er als Kabarett Regisseur und Autor tätig für Comedians wie Gernot Kulis, die Kernölamazonen, Reinhard Nowak oder Walter Kammerhofer. Für die Bühne schrieb er die Stücke "4 nach 40" (gemeinsam mit Fritz Schindlecker); "Graf Bobby erbt ein Spuckschloss" und "Südseefieber". Seit 1995 arbeitet er als auch als Regisseur für das Fernsehen. Seitdem inszenierte er zahlreiche Comedysendungen, Sitcom- und Serienfolgen für ORF, Servus TV, Puls4, SAT.1Sieben und den Bayerischen Rundfunk sowie mehrere Dokumentarfilme für ORF III.
2015 folgte sein Kinodebüt als Regisseur mit dem Spielfilm Der Blunzenkönig mit Karl Merkatz, Andreas Lust, Inge Maux und Jaschka Lämmert in den Hauptrollen.
Er selbst bezeichnet sich gerne als Unterhaltungshandwerker.

## Filmografie
- 1995–1999: Die Kranken Schwestern
- 1997–1999: Trailer
- 1998: Lust auf Liebe (Einspielfilme)
- 1999: Die kranken Brüder und ihre Schwestern
- 1999–2000: Wodka Orange
- 2002–2003: De Luca
- 2004–2005: Ünkürrekt
- 2005: Die Frischlinge
- 2006: Echt lustig
- 2007: Mitten im Achten
- 2007: Novotny & Maroudi – Zahngötter in Weiß
- 2007–2017: Wir sind Kaiser
- 2008: Wilhelm Zehner – Ein General gegen Hitler
- 2009: Die Lottosieger
- 2009: Menschen & Mächte – Der Friedensvertrag von St. Germain
- 2010: FC Rückpass
- 2010: Burgenland ist überall
- 2011: Die Lottosieger
- 2011: Menschen & Mächte – Ernst Rüdiger Starhemberg – Faschist und Patriot
- 2012: Die Lottosieger
- 2014: Menschen & Mächte – Der Weg in den Untergang
- 2015: Der Blunzenkönig
- 2015: Nowak’s Würstln
- 2015: Comedyfabrik
- 2016: Bist du deppert – Steuerverschwendung und andere Frechheiten!
- 2016: Seberg bestes Stück – Reisecomedy
- 2016: Wie tickst Du – Hunde
- 2016: Zum Brüller – der Komedy Klub
- 2017: Bist du deppert – Steuerverschwendung und andere Frechheiten!
- 2017: Vurschrift is Vurschrift – Gesetzes-Irrsinn, Behörden-Schikane und absurde Vorschriften!
- 2017: Die Rechthaberer – Comedy-Show über den österreichischen Vorschriften-Dschungel!
- 2018: Die Seyffenstein Chroniken Folge 7, 8, 9 – ein Rückblick auf die besten „Wir sind Kaiser“-Audienzen
- 2018: Die Comedy Show – ProSieben StandUp/Sketch Show
- 2018: Der Kurier des Kaisers – ORF1 Dokutainment (9 Folgen; Zuspielfilme)
- 2018: Bist Du Deppert – Puls4 Verbrauchercomedy (Staffel 7; Zuspielfilme)
- 2018: Heimat Österreich "Stift Seitenstetten – im himmlischen Garten vom Mostviertel" – ORF3 Dokumentation (Buch, Regie)
- 2019: Comedy Grenzgänger – Puls4 Comedy Mixed Show; Staffel 1 (Regie Aufzeichnung; Beitragsgestaltung)
- 2019: Die deppertsten 8 – Puls4 Rankingshow; Staffel 1 (Gestaltung)
- 2019: Bist du deppert 2.0 – Puls4 Verbrauchercomedy; Staffel 1 (diverse Sketche, Gestaltung)
- 2019: Wir sind Kaiser "Weihnachten" – ORF Comedyshow (Zuspieler Gestaltung, Live Staging)
- 2019: Wir sind Kaiser Silvester – ORF Comedyshow (Zuspieler Gestaltung, Live Staging)
- 2020: Wir sind Kaiser Corona Spezial – ORF Comedyshow (Regie, 2 Folgen)
- 2020: Fraueng'schichten 1. Staffel. Sketchcomedy – BR Comedyshow (Zuspieler Regie)
- 2020: Ziemlich bester Urlaub "Reisecomedy" – ORF (Beitragsgestaltung)
- 2020: Wir sind Kaiser "Silvester 2020 Spezial" – ORF (Staging)
- 2021: Wir sind Kaiser*in "Comedy" – ORF (Staging)
- 2021: Fraueng’schichten 2. Staffel. Sketchcomedy – BR Comedyshow (Zuspieler Regie)
- 2021: Bist Du Deppert – Puls4 Verbrauchercomedy (Regie Zuspielfilme)
- 2022: Schicksalstage Österreichs – Olympia-Skandal um Karl Schranz, ORF III Dokumentation (Buch/Regie)
- 2022: Landleben: Bergleben in den Gurktaler Alpen, ORF III Dokumentation (Buch/Regie)
- 2022: Landleben: Durch's Joglland, ORF III Dokumentation (Buch/Regie)
- 2022: Die Comedy Challenge, ORF1, Show, (Zuspieler, Coaching)
- 2022: Traumweekend – Paris, ORF2, Reisemagazin (Gestaltung)
- 2022: Wir sind Kaiser Silvester 2022 (Staging)
- 2023: Traumweekend – Rom, ORF2, Reisemagazin (Gestaltung)
- 2023: Landleben: Rund um die Obertauern, ORF III Dokumentation (Buch/Regie)
- 2023: Landleben: Rund ums Brandnertal, ORF III Dokumentation (Buch/Regie)
- 2023: Meine Bewunderung gilt …, ORF III Kabarettsendung (Idee/Buch/Regie)
- 2024: Landleben: Rund um den Eisenberg, ORF III Dokumentation (Buch/Regie)
- 2025: Landleben: Rund um den Prebersee, ORF III Dokumentation (Buch/Regie)

## Theater
- Extrawuscht (2025); Theaterstück; Regie
- Wir sind Kaiser - Lang schau’n Wir da nimmer zu! (2024); Bühnenstück; Regie
- Südseefieber (2024); Theaterstück; Autor, Regie
- Hasch mich, ich bin der Mörder! (2024); Theaterstück; Bearbeitung, Regie
- Walter Kammerhofer "Wiad Scho" (2024); Kabarett; Co-Autor, Regie
- Ruhe, wir drehen! (2023); Theaterstück; Regie
- Graf Bobby und Baron Mucki im Spukschloss (Wiederaufnahme) (2023); Theaterstück; Regie
- Sonny Boys (2023); Theaterstück; Regie
- Graf Bobby und Baron Mucki im Spukschloss (2022); Theaterstück; Idee, Co-Autor, Regie
- Für immer und Ewig mit Walter Kammerhofer (2022); Kabarettprogramm; Co-Autor, Regie
- Taxi, Taxi (2022); Theaterstück; Regie
- Oh du Fröhlicher... mit Walter Kammerhofer (2021); Kabarettprogramm; Regie
- Dinner for One (2020); Theaterstück; Regie
- Fuck Talk (2019); Theaterstück nach dem Film "Sexgeflüster"; Regie
- Wer will mich noch (2019); Kabarett von Heilbutt & Rosen; Regie
- Ober zahlen nach dem gleichnamigen Film (2019); Theaterstück; Regie
- Krawutzi Kaputzi Comedy Musical (2019); Co-Regie
- Kammerhofer Offline mit Walter Kammerhofer (2019); Kabarettprogramm; Regie
- Tzatziki im 3/4 Takt von Caroline Athanasiadis (2019); Kabarettprogramm; Regie
- Ganze Kerle von Kerry Renard (2019); Theaterstück; Regie
- Flotter 4er (Wiederaufnahme 2018); kabarettistisches Stück; Regie
- Was Wäre Wenn (2018); Kernölamazonen Kabarett; Regie
- Alles war Gut (2018); kabarettistische SIMPL Revue; Regie
- Treppauf Treppab von Alan Ayckbourn (2018); Theaterstück; Regie
- Nur eine Stunde Ruhe von Florian Zeller (2018); Theaterstück; Regie
- Commissario Nowak mit Reinhard Nowak (2017); Kabarettstück; Regie
- Geh schleich di mit Walter Kammerhofer (2017); Kabarettstück; Regie
- Die Nervensäge von Francis Veber (2016); Theaterstück; Regie
- Che Guevavra – der Rebell ist in Dir (2016); Kabarett von Heilbutt & Rosen; Regie
- Unter Umständen (2016); Kabarettprogramm; Regie
- Bitte alle aussteigen (2015); kabarettistische SIMPL-Revue; Regie
- StadtLand (2015); Kabarett der Kernölamazonen; Regie
- Schwarzgeldklinik (2015); Kabarett von Heilbutt & Rosen; Regie
- Das Wunder Mann (2015); Kabarett von und mit Reinhard Nowak; Regie
- Fifi Fifty (2015); Kabarett von und mit Wolfgang Fifi Pissecker; Regie
- Du bist meine Mutter (2014); Solostück von Joop Admiraal mit Armin Weber; Regie
- Durchwursteln oder Durchwurschteln? (2014); kabarettistische SIMPL Revue; Regie
- Wien für Anfänger (2014); Kabarettprogramm; Regie
- Helden für Nix (2014); Kabarettprogramm; Regie
- Lasst Euch gehen (2013); kabarettistische SIMPL Revue; Textbeiträge und Regie
- Die Nervensäge (von Francis Veber) (2013); Bühnenstück; Regie
- Flotter 4er (2012); Bühnenstück; Regie
- Juchuu (2012); Solo-Kabarett von Reinhard Nowak; Regie
- Menstrip (2011); Bühnenstück; Regie
- Kulisionen (2011); Gernot Kulis Stand Up Solo; Regie
- Mama (2010); Solo-Kabarett von Reinhard Nowak; Regie
- Frauen ohne Gedächtnis (2009); Kabarettstück; Regie
- Endstation Tobsucht (2009); Kabarettstück; Regie
- Genesis Reloaded (2009); Kabarettstück; Regie
- Außer Kontrolle von Ray Cooney (2008); Theaterstück; Regie
- Das ist die Höhe (2007); Theaterstück; Regie, Buch: Fritz Schindlecker & Leo Bauer
- 4 nach 40 (2005); Buch: Fritz Schindlecker & Leo Bauer (auch Regie)
- Ich liebe dich mein Kropatschek (2002); Komödie; Regie Wiener Kammerspiele & Tournee,
- Regie der Kabarettauftritte der Gruppe Heilbutt & Rosen: Angriff der Riesenameisen; Chromosomensatz xy ungelöst; Paternoster; Na geh; Durchblutungsstörungen; Zwischenbestzeit; Endstation Tobsucht
- Das Orchester (1992); Komödie von Jean Anouilh; GraumannTheater